# Jennifer O'Neill
Jennifer O'Neill   (Rio de Janeiro, 20 de febrer de 1948) és una actriu estatunidenca nascuda al Brasil.

## Biografia
Nasqué a la ciutat de Rio de Janeiro, al Brasil. És filla d'un home de negocis d'origen espanyol-irlandès i de mare anglesa.
D'adolescent, O'Neill començà a treballar com a model, apareixent en anuncis de televisió i en portades de revistes. El 1968 obtingué un petit paper al cine, i dos anys més tard aparegué també a la pel·lícula Rio Lobo, amb John Wayne. El 1971 arribà la seva oportunitat amb Estiu del 42, pel·lícula en què interpreta una vídua de guerra de mitjana edat que viu un idil·li amb un adolescent. Amb aquesta pel·lícula, més malenconiós que eròtica, va saltar a la fama. A partir de llavors, O'Neill seguí actuant al cine, però no aconseguí papers que li donessin l'oportunitat de realitzar interpretacions memorables. Amb tot, va participar en l'última pel·lícula de Luchino Visconti,  L'innocent(1976).
O'Neill tingué, en canvi, més èxit a la televisió, medi en què aparegué en nombroses ocasions com a protagonista de pel·lícules.
O'Neill fa dues dècades que escriu llibres. El primer que va escriure Surviving Myself (1999) parla sobre el procés que la va portar a convertir-se en cristiana; From Fallen To Forgiven, és una obra amb notes i pensaments autobiogràfics sobre la vida i sobre Déu,5 i You Are Not Alone dona suport al moviment Pro-vida i lamenta la legalització de l'avortament, però alhora proposa a les dones trobar sentit a la vida a través de la fe cristiana. El seu darrer llibre es titula Faith Lessons ("Lliçons de fe", 2008).

## Filmografia
- Time Changer (2002)
- The Prince and the Surfer (1999)
- The Ride (1997)
- The Corporate Ladder (1997)
- Love is Like That (1996)
- Discretion assured (1993)
- Committed (1988)
- I love NY (1988)
- Scanners (1981)
- Cloud Dancer (1980)
- Steel (1979)
- A Force of One (1979)
- Caravans (1978)
- 7 Note in Nero (1977)
- Call Girl (1976)
- L'innocent (L'Innocente) (1976)
- Gente di rispetto (1975)
- The Reincarnation of Peter Proud (1975)
- Whiffs (1975)
- Lady Ice (1973)
- Diagnòstic: assassinat (The Carey Treatment) (1972)
- Glass Houses (1972)
- Such Good Friends (1971)
- Estiu del 42 (Summer of '42) (1971)
- Rio Lobo (1970)
- Futz! (1969)
- For the Love of Ivy (1968)